# WrestleMania 2
WrestleMania 2 est le nom communément donné à la seconde édition de WrestleMania, réunion évènementielle de catch (lutte professionnelle) annuellement produite par la World Wrestling Entertainment (WWE) et vidéodiffusée selon le principe du pay-per-view . WrestleMania 2 s'est déroulé le 7 avril 1986 dans trois lieux différents :
- Le Nassau Veterans Memorial Coliseum d'Uniondale, New York
- Le Rosemont Horizon de Rosemont, Illinois
- Le Los Angeles Memorial Sports Arena de Los Angeles, Californie

Chaque lieu avait un main-event (Match de tête d'affiche) avec d'autres matches. Ce WrestleMania a été le premier à utiliser les chiffres cardinaux sur son logo, avant WrestleMania 13. 
Ray Charles a chanté America the Beautiful avant le show.
En France, cet évènement fit l'objet d'une diffusion sur Canal+.
WrestleMania XX, WrestleMania 21, et WrestleMania 22 ont tous trois pris place dans les trois lieux qui ont accueilli WrestleMania 2 (WrestleMania XX à New York, WrestleMania 21 à Los Angeles, et WrestleMania 22 à Chicago).

## Résultats

### Nassau Coliseum
Les célébrités qui assistaient à WrestleMania 2 à New York incluaient Cab Calloway, Darryl Dawkins, G. Gordon Liddy, Joan Rivers, Joe Frazier, Lou Duva, Mr. T, Ray Charles, et Susan Saint James.
| #                                                          | Résultats | Stipulations                                           | Commentaires | Durée |
| ---------------------------------------------------------- | --- | ------------------------------------------------------ | --- | ----- |
| 1                                                          | Mister Wonderful Paul Orndorff a combattu The Magnificent Don Muraco (avec Mr Fuji) pour un double décompte à l'extérieur. | Match simple                                           | | 20:04 |
| 2                                                          | The Macho Man Randy Savage (c) (avec Miss Elizabeth) bat The Animal George Steele                                          | Match simple pour le WWF Intercontinental Championship | - Savage a effectué le tombé sur Steele avec un roll up tout en ayant ses deux pieds sur les cordes.                         | 10:57 |
| 3                                                          | The Snake Jake Roberts bat George Wells                                                                                    | Match simple                                           | - Roberts a effectué le tombé sur Wells après un DDT.                                                                        | 04:55 |
| 4                                                          | Mr. T (avec Smoking Joe,The Haiti Kid et Joe Frazier) bat Roddy Piper (avec Cowboy Bob Orton) par disqualification.        | match de boxe                                          | - Piper était disqualifié pour avoir porté un body-slam sur T à 1:14 dans la quatrième reprise, ce qui est interdit en boxe. | 02:38 |
| (c) désigne le champion défendant son titre dans le match. | |                                                        | |       |

### Rosemont Horizon
Les célébrités qui assistaient à WrestleMania 2 à Chicago incluaient Clara Peller, Dick Butkus, Ed Jones, Ozzy Osbourne, Bill Fralic, Ernie Holmes, Harvey Martin, Jim Covert, Russ Francis, William Perry, et Cathy Lee Crosby.
| #                                                          | Résultats | Stipulations                                       | Commentaires | Durée |
| ---------------------------------------------------------- | --- | -------------------------------------------------- | --- | ----- |
| 1                                                          | The Fabulous Moolah (c) bat Velvet McIntyre | Match simple pour le WWF Women's Championship      | - Moolah a effectué le tombé sur McIntyre après un splash.                                                         | 06:26 |
| 2                                                          | Corporal Kirschner bat Nikolai Volkoff (avec Classy Freddie Blassie) | un flag match                                      | - Kirschner a effectué le tombé sur Volkoff après l'avoir frappé avec la cane de Blassie.                          | 17:09 |
| 3                                                          | André the Giant bat Jimbo Covert (NFL Star - Chicago Bears), Pedro Morales, Tony Atlas, Ted Arcidi, Harvey Martin (Ancienne NFL Star - Dallas Cowboys), Danny Spivey, Hillbilly Jim, King Tonga, The Iron Sheik, Ernie Holmes (Ancienne NFL Star - Pittsburgh Steelers), B. Brian Blair, Jim Brunzell, Big John Studd, Bill Fralic (NFL Star - Atlanta Falcons), Bret Hart, Jim Neidhart, Russ Francis (NFL Star - San Francisco 49ers), Bruno Sammartino, et William "Refrigerator" Perry (NFL Star - Chicago Bears). | Bataille royale de vingt hommes.                   | - elle incluait des catcheurs mais aussi des stars de la NFL.                                                      | 07:28 |
| 4                                                          | The British Bulldogs (Davey Boy Smith et The Dynamite Kid) (avec Ozzy Osbourne et Lou Albano) battent The Dream Team (c) (Greg Valentine & Brutus Beefcake) (avec Johnny V) | Match par équipe pour le WWF Tag Team Championship | - Smith a effectué le tombé sur Valentine après que Valentine et Dynamite entraient en collision tête contre tête. | 12:10 |
| (c) désigne le champion défendant son titre dans le match. | |                                                    | |       |

### Los Angeles Memorial Sports Arena
Les célébrités qui assistaient à WrestleMania 2 à Los Angeles incluaient Rick Schroder, Robert Conrad, Tommy Lasorda, et Elvira.
| #                                                          | Résultats                                                                      | Stipulations                           | Commentaires                                                                                    | Durée |
| ---------------------------------------------------------- | ------------------------------------------------------------------------------ | -------------------------------------- | ----------------------------------------------------------------------------------------------- | ----- |
| 1                                                          | Ricky Steamboat bat Hercules Hernandez                                         | Match simple                           | - Steamboat a effectué le tombé sur Hernandez après un Flying Body Press.                       | 06:30 |
| 2                                                          | Adrian Adonis bat Uncle Elmer                                                  | Match simple                           | - Adonis a effectué le tombé sur Elmer après un Flying Headbutt.                                | 10:51 |
| 3                                                          | Terry Funk et Hoss Funk (avec Jimmy Hart) battent Junkyard Dog et Tito Santana | Match par équipe                       | - Terry a effectué le tombé sur le Junkyard Dog après l'avoir frappé avec le mégaphone de Hart. | 16:17 |
| 4                                                          | Hulk Hogan (c) bat King Kong Bundy                                             | Match en cage pour le WWF Championship | - Hogan s'est échappé de la cage après avoir porté un powerslam et un leg-drop sur Bundy.       | 08:22 |
| (c) désigne le champion défendant son titre dans le match. |                                                                                |                                        |                                                                                                 |       |